# Antigen carcinoembrionar
Antigenul carcinoembrionar este o proteină care a fost descoperită din celulele adenocarcinomului colonic.
Antigenul carcinoembrionar are rol în dezvoltarea fătului, este produs de către ficat și intestin între lunile 2 - 6 de viață intrauterină.
Antigenul carcinoembrionar crește la pacientii fumători, fără a semnala o patologie caracteristică. Din acest motiv, valorile normale sunt diferite la fumători față de nefumători.
Valori normale la fumători: 85% prezintă valori sub 10 micrograme(ug) / litru - 15% prezintă valori normale între 10 - 30 ug / litru.
Valori normale la nefumători: 90% prezintă valori sub trei ug/ litru, iar 8% prezintă valori intre 3 si 10 ug / litru.